# 수지 (2014년 영화)
《수지》는 2014년에 제작한 김신정 감독의 영화이다.

## 출연
- 박소담
- 안예원
- 김시정
- 정임순
- 박병욱